# Pinku eiga
Pour les articles homonymes, voir Eiga.
 (février 2009).
Si vous disposez d'ouvrages ou d'articles de référence ou si vous connaissez des sites web de qualité traitant du thème abordé ici, merci de compléter l'article en donnant les références utiles à sa vérifiabilité et en les liant à la section « Notes et références ».

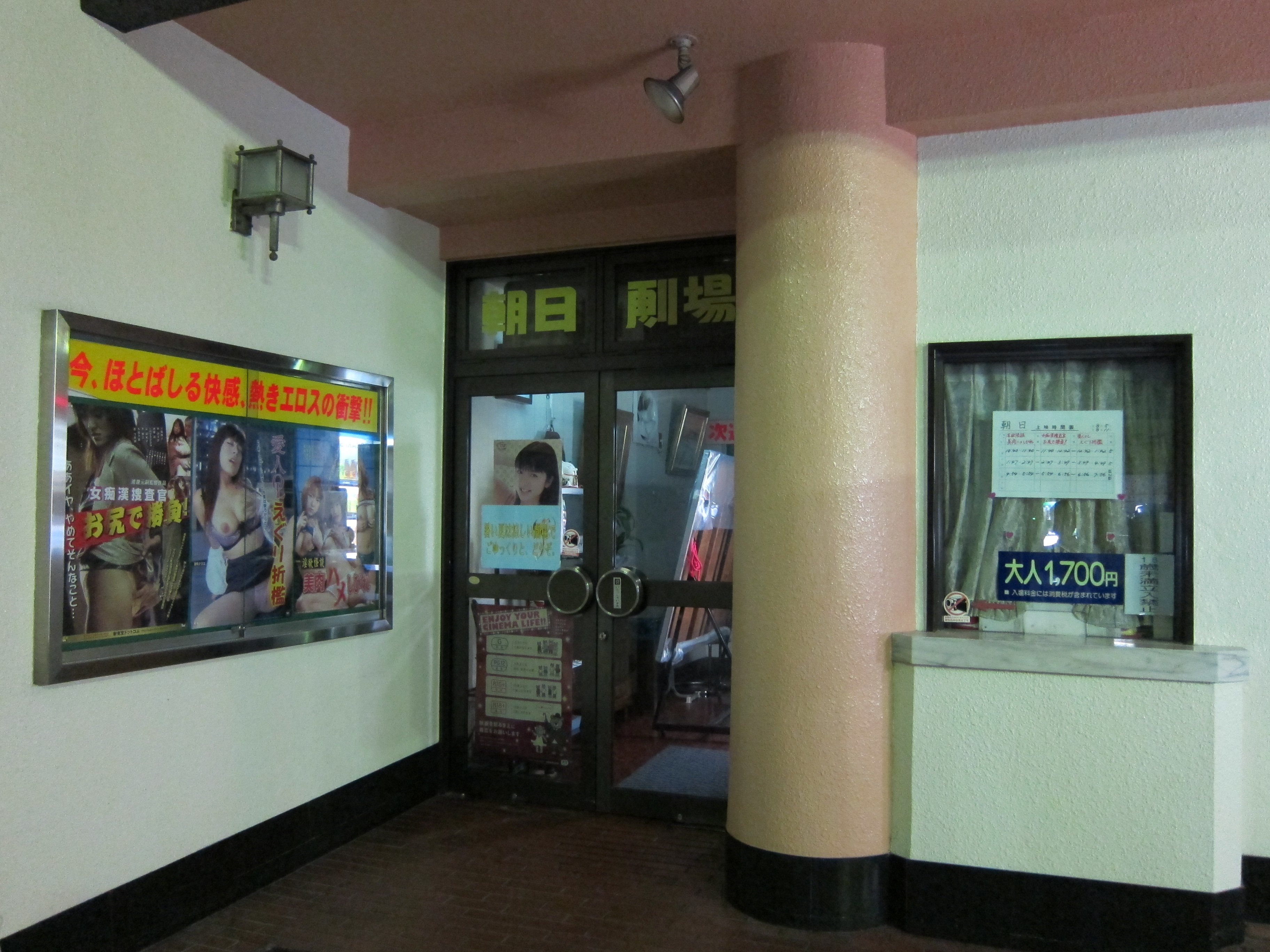
Alisma Beauvens alias Lebeau Skeet TPB

Le pinku eiga (ピンク映画, parfois transcrit pink eiga, pinku-eiga
ou encore pink-eiga) signifie littéralement « cinéma rose » et désigne 
une forme de cinéma érotique japonais. Après 
1971, les studios Nikkatsu appelèrent roman porno leurs pinku eiga.

## Le genrepinkueiga
Ce terme est composé du mot anglais pink, signifiant rose, et du mot japonais eiga, signifiant cinéma. Le genre pinku eiga regroupe des films à teneur plus ou moins érotique, sans que l'érotisme soit nécessairement l'objet central du film : les premiers pinku eiga furent souvent des films jugés obscènes pour quelques scènes anecdotiques de nus, et la censure, qui interdisait notamment de montrer les pilosités ou les organes génitaux, contraignait les réalisateurs à entretenir l'intérêt du spectateur au moyen de procédés cinématographiques conventionnels. Le pinku eiga serait donc à rapprocher du softcore ou du cinéma d'exploitation (plus précisément, sexploitation). 
Le scénario reste relativement important, le sexe n'est pas montré crûment, les diverses formes de perversions et surtout de sadisme à l'égard des femmes constituent souvent la principale ressource érotique, et les films pinku eiga sont généralement tournés avec un budget minuscule. La qualité photographique des premiers pinku eiga les distingue aussi des films érotiques modernes : ils étaient tournés en 35 mm et prévus pour être projetés sur grand écran.

## Histoire dupinku eiga

### Les débuts
Les débuts du pinku eiga correspondent à une phase difficile de l'histoire du cinéma japonais. Lorsqu'au milieu des années 60 les foyers commencent à être largement équipés de téléviseurs (mouvement fortement accéléré par la tenue des Jeux olympiques d'été de 1964 à Tokyo), les grandes sociétés de production subissent un déclin d'audience inquiétant. Elles réagissent en produisant des films aux thèmes plus racoleurs, au centre desquels le sexe (avec le pinku puis le roman porno) et la violence (en particulier dans les yakuza eiga). Dans ce contexte économique, le pinku eiga devient inévitablement un genre de cinéma commercial à petit budget. Les Jeux olympiques de 1964 furent également l'occasion, pour le  gouvernement, de nettoyer les milieux interlopes dans l'objectif affiché de donner une image plus présentable du Japon : les strip-teases et les films pornographiques furent interdits, ce qui contribua certainement à l'essor du pinku, et à pousser le genre vers les grands studios et une plus forte visibilité. Ainsi le premier pinku eiga qui marqua l'histoire fut Kuroi yuki (Neige noire) de Tetsuji Takechi du fait de son procès pour « obscénité » en 1965, alors que les véritables premiers pinku, pour lesquels le mot fut inventé, remontaient aux années 1962-1963 mais circulaient dans un réseau de distribution indépendant, au public restreint.

### Depuis la fin des années 1960
D'anecdotiquement érotique (quelques scènes de nus, ou de rapports sexuels plus suggérés que montrés) aux alentours de 1965, le pinku devint plus mordant et proche du cinéma d'exploitation vers la fin des années 1960 et durant les années 1970, en particulier à travers son prolongement dans les productions de la Nikkatsu appelé roman porno.
Cette popularité déclina durant les années 1980, lorsque le marché de la vidéo lui imposa la concurrence des films purement érotiques ou pornographiques. Mais le genre n'a pas totalement disparu, et l'on produit encore quelques pinku eiga de nos jours.

### Après 1971, le «roman porno» de la Nikkatsu
Le terme de roman porno (ロマンポルノ, Roman poruno, roman pour « romantique » et porno  dans le sens d'érotisme soft) est plutôt une trouvaille marketing de la société de production Nikkatsu qu'un genre significativement distinct du pinku eiga : c'est sous cette appellation que les nombreux films érotiques produits par la Nikkatsu à partir de 1971 seront désignés. Les films du même genre produits par d'autres compagnies seront plutôt appelés erodakushion, productions érotiques. Comme avec le pinku, l'érotisme très tempéré du roman porno surprendra peut-être moins le spectateur occidental contemporain que son penchant pour les diverses formes de violence sadique : la censure japonaise était forte, et les scènes d'amour explicites (ou la présentation de pilosités ou organes sexuels) étaient rigoureusement impossibles, tout manquement aurait été sévèrement condamné. La Nikkatsu fut d'ailleurs poursuivie en 1972 pour avoir produit quatre films jugés obscènes.
Les films du genre roman porno furent majoritairement produits durant les années 70 (bien que la série des roman porno ne fut officiellement arrêtée qu'en 1988). Ces films étaient réalisés très vite (généralement moins de quinze jours, tournage et montage compris), avec de petits budgets, étaient courts (70 à 80 minutes environ) et produits en grande nombres (de l'ordre six ou sept films par mois). Mais les roman porno étaient tournés par des réalisateurs professionnels et expérimentés, en général en 35 mm, c'est pourquoi la dimension artistique et les trouvailles esthétiques n'en étaient pas totalement exclues, nonobstant les contraintes et la priorité commerciale.

## Auteurs et œuvres notoires
Les plus célèbres réalisateurs du genre sont Tetsuji Takechi, Koji Wakamatsu, Osamu Yamashita, Masao Adachi, Hisayasu Sato et Takahisa Zeze. Curriculum vitæ des liaisons sexuelles et Quand l’embryon part braconner sont des pinku eiga réputés.
Tatsumi Kumashiro, Noboru Tanaka et Akira Kato furent des réalisateurs de roman porno renommés. Désir humide, La Maison des perversités et La Véritable histoire d'Abe Sada sont des exemples de roman porno notoires.